# كارلي راي جيبسن
كارلي راي جيبسن (بالإنجليزية: Carly Rae Jepsen)‏ (مواليد 21 نوفمبر 1985)، هي مُغنية وكاتبة أغاني كندية من مدينة ميشن. في عام 2007 فازت بالمركز الثالث في الجزء الخامس من برنامج Canadian Idol، وبعد وقت قصير أعلنت عن أول ألبوم استديو لها 'تاغ أوف وار' (2008). في عام 2012، اكتسبت جيبسن شعبية كبيرة بعد اصدارها أغنية "Call Me Maybe" والتي لاقت نجاحاً كبيراً حيث حصل الفيديو علي أكثر من مليار مشاهدة. واحتلت الأغنية المراكز الأولي في ثمانية عشر بلدة. مما ادي إلي تعاقد جيبسن مع شركة التسجيلات إنترسكوب ريكوردز. ولاحقاً في ذلك العام أصدرت جيبسن ألبومها الاستديو الثاني Kiss والذي حقق نجاحاً جيداً. وفي 2015 أصدرت جيبسن ألبومها الاستديو الثالث Emotion. وحققت الأغنية الرئيسية من الألبوم "I Really Like You" نجاحاً كبيراً. أُعلن عن ألبوم جيبسن الرابع Dedicated والذي سوف يتم اصداره في 17 مايو 2019.
حازت جيبسن علي جوائز عدة منها ثلاثة من جوائز جونو وجائزة بيلبورد الموسيقية بالإضافة الي بضعة ترشيحات مثل جوائز غرامي وجوائز الإيمي برايم تايم وجوائز إم تي في الموسيقية وجوائز خيار الشعب. اعتبارا من مايو 2015 باعت جيبسن أكثر من 20 ميلون تسجيلاً حول العالم.

## حياتها المهنية

### (2008–2011):Tug of War

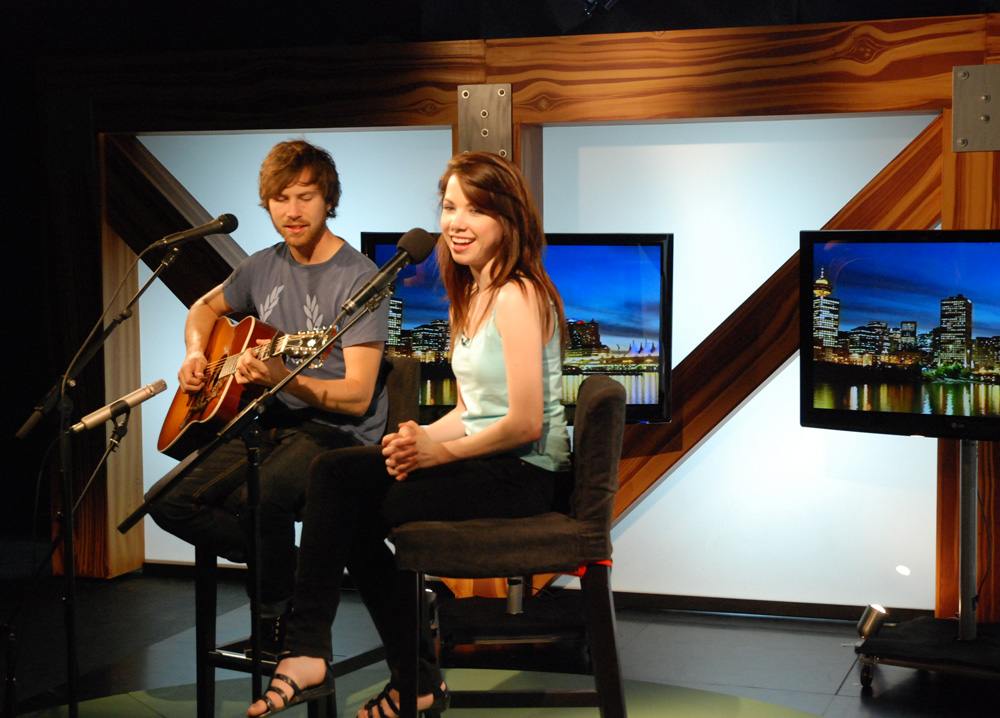
غناء جيبسن بالتلفزيون في 2009

في 16 يونيو، 2008، أصدرت جيبسن أغنية منفردة أخرى، وأصدرت أيضاً نسخة غلاف لأغنية جون دنفر "Sunshine on My Shoulders". في يوليو 21, 2008، جيبسن أضافت أغنيتين جديدتين من الألبوم لصفحتها على ماي سبيس، وهما "Bucket"و "Heavy Lifting". في أغسطس 2008، اعلنت جيبسن على صفحتها في ماي سبيس ان عنوان البومها القادم سيكون Tug of War.وتم إطلاقه في 30 سبتمبر 2008. ذكرت جيبسن في صفحتها أيضاً أثنين من الأغاني التي تم تضمينها في الألبوم: "Tug of War"و "Sweet Talker". وأطلقت الأغنية السابقة على آي تيونز في 16 سبتمبر 2008، الفيديو ل"Tug of War" صدر في يناير 2009. و "Bucket"، أغنيتها الثانية، أصدرت في مايو 2009 , في ربيع عام 2009، قامت بجولة في غرب كندا مع فرقة Marianas Trench و Shiloh. ذهبت بعد ذلك في جولة عبر كندا مع فرقة Marianas Trench.

### (2011–2014): Curiosity and Kiss

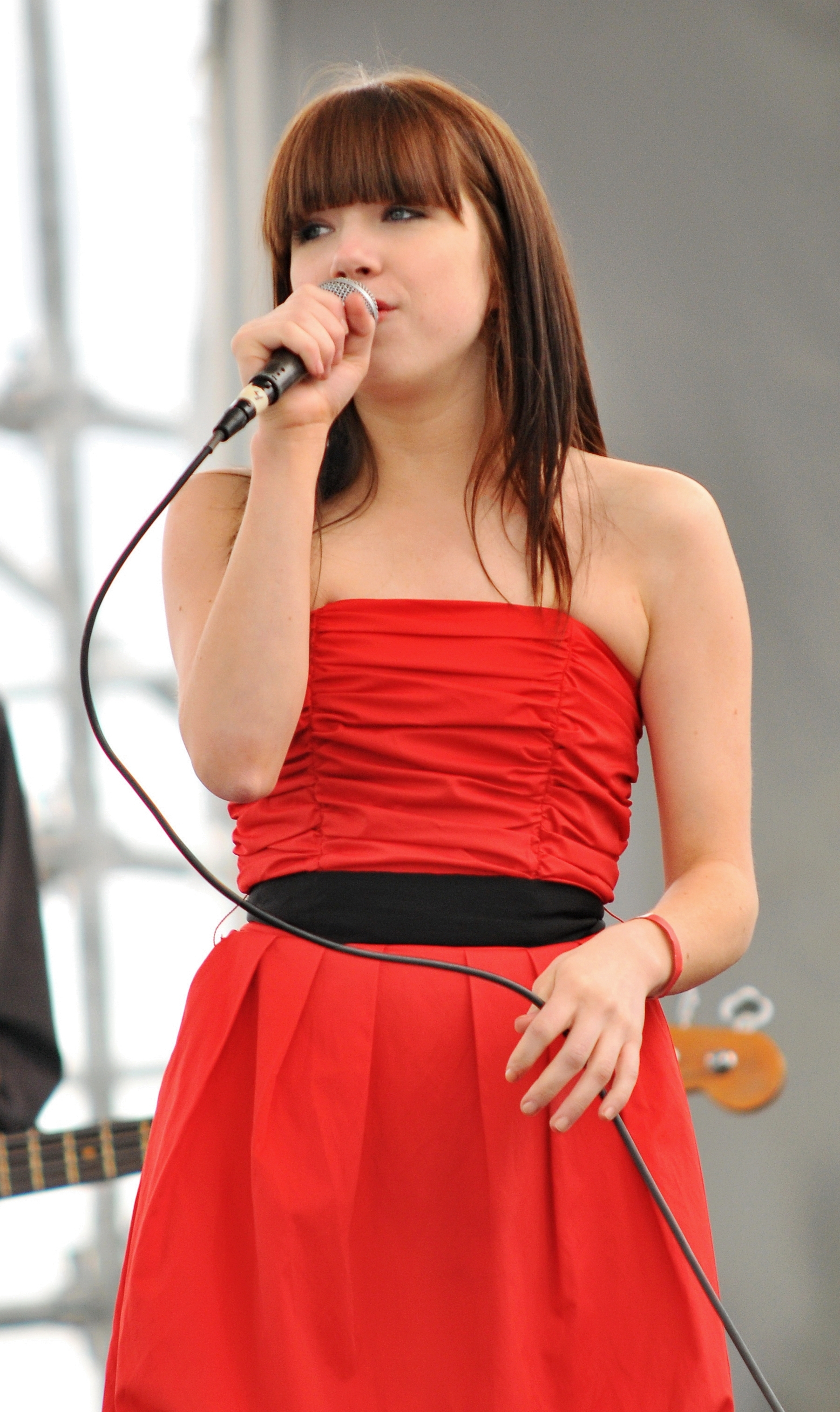
غناء جيبسن في يوم كندا عام 2010

في فبراير 2012، زارت جيبسن بيبر وبراون في لوس أنجلوس، كاليفورنيا، ووقعت لاحقاً عقد مع School Boy Records و Interscope. وسوف تبقى موسيقاها توزع بواسطة 604 Records في كندا. وأطلقت جيبسن ألبوم Curiosity في 14 فبراير،2012. في نفس يوم الأصدار، جستن بيبر أعلن على برنامج MuchMusic أغنية جديدة لجيبسن تم إنتاجها بوسطة Shool Boy Records, وهي العلامة التي تدار بإدارة جستن بيبر، وسكوتر براون. أما أغنية "Call Me Maybe" فصدرت في 21 ديسمبر 2011، لتصبح أول أغنية لفنان كندي للوصول إلى القمة على الرسم البياني الرقمي منذ أغنية "Baby" لجستين بيبر في يناير عام 2010. بل هي أيضاً الأغنية الحادية عشر الوحيدة لفنان كندي لتصل إلى الرقم واحد على قائمة للأغاني الرقمية منذ نيلسن SoundScan بدأت تتبع مبيعات التحميل الرقمي في عام 2005. في أوائل أغسطس 2012، أعلنت جيبسن أنه سيتم إطلاق ألبومها الثاني "Kiss"، في 18ديسمبر 2012.
في أكتوبر 2012، رفعت دعوى قضائية في المحكمة الاتحادية في لوس أنجلوس ضد جيبسن لانتهاك حقوق النشر. جيبسن وآدم يونغ في دعوى قضائية لأغنية "Good Time."، نيكول أليسون ببيرنت، والمغني وكاتب الأغاني من هانتسفيل بولاية ألاباما، وتقاضى كارلي راي جيبسن و أُول سيتي، جنباً إلى جنب مع مجموعة يونيفيرسال ميوزيك. وقدمت نجمة البوب الأوكرانية أزا دعوى قضائية ضد جيبسن في المحكمة الجزئية الأمريكية في لوس أنجلوس واتهمت المغنية الأوكرانية كارلي راي جيبسن أخذ عينات من كلمات أغنيتها "Hunky Santa" بدون موافقتها.

## روابط إضافية
- الموقع الرسمي
- كارلي راي جيبسن على موقع IMDb (الإنجليزية)
- كارلي راي جيبسن على موقع ميتاكريتيك (الإنجليزية)
- كارلي راي جيبسن على موقع الموسوعة البريطانية (الإنجليزية)
- كارلي راي جيبسن على موقع روتن توميتوز (الإنجليزية)
- كارلي راي جيبسن على موقع ألو سيني (الفرنسية)
- كارلي راي جيبسن على موقع ميوزك برينز (الإنجليزية)
- كارلي راي جيبسن على موقع رولينغ ستون (الإنجليزية)
- كارلي راي جيبسن على موقع تيرنر كلاسيك موفيز (الإنجليزية)
- كارلي راي جيبسن على موقع أول موفي (الإنجليزية)
- كارلي راي جيبسن على موقع قاعدة بيانات برودواي على الإنترنت (الإنجليزية)